# Lenins fredspris
 Ikke at forveksle med Leninprisen og Leninordenen.
|  | Prisen blev til tider benævnt Stalinprisen. For anden betydning af Stalinprisen, se USSR's statspris |
Lenins fredspris, oprindelig Stalins fredspris, kendt som Stalinprisen, var en pris som blev uddelt af Sovjetunionen fra 1949 til 1990.
Prisen blev indstiftet 21. december 1949 af Josef Stalin (formelt gennem et dekret fra præsidiet i Den Øverste Sovjet) som Den internationale Stalinpris «for at styrke freden mellem nationerne». Prisen blev som regel omtalt som Stalins fredspris eller Stalinprisen. Den blev oprettet til ære for Stalin i anledning af hans 70-årsdag, og var ment som et slags stalinistisk alternativ til Nobels fredspris. Selv om prisen var til ære for den runde fødselsdag, blev den først oprettet efter at Stalin var fyldt 71 år (18. december samme år). Prisen blev uddelt til flere modtagere hvert år og blev kun givet til udlændinge.
I forbindelse med afstaliniseringen fik prisen i 1956 det officielle navn Den internationale Leninpris «for at styrke freden mellem nationerne» (russisk Международная Ленинская премия «За укрепление мира между народами»). Tidligere prisvindere blev opfordret til at sende deres prismedaljer retur for at få dem byttet til medaljer uden Stalins navn og portræt.

## Modtagere af Stalins fredspris/Lenins fredspris (listen er ufuldstændig)

### Stalins fredspris
- Halldór Laxness (1949)
- Jorge Amado (1949)
- Liu Baiyu (1950)
- Pablo Picasso (1950)
- Frédéric Joliot-Curie (1951)
- Anna Seghers (1951)
- Hewlett Johnson (1951)
- Song Qingling (宋庆龄; kaldt Madame Sun Yat-sen) (1951)
- Martin Andersen Nexø
- James Gareth Endicott (1953)
- Eliza Branco (1953)
- Johannes Becher (1953)
- Sayfuddin Kichloo (1953)
- Ilja Ehrenburg (1953)
- Yves Farge (1953)
- Pablo Neruda (1953)
- Paul Robeson (1953)
- John Desmond Bernal (1953)
- Michael Sadovyany
- Leon Kruczkowski (1953)
- Nina Vasilevna Popova (1953)
- Andrea Andreen (1953)
- Isabelle Blume (1953)
- Andrew Gaggiero (1953)
- Sir Sahib-singh Sokhey (1953)
- Howard Fast (1953)
- Leon Kruczkowski (1953)
- Saifuddin Kitchlew (1954)
- Bertolt Brecht (1954)
- Joseph Wirth (1954)
- Felix Iversen (1954)
- Ragnar Forbech (1955)

### Lenins fredspris
- Danilo Dolci (1958)
- W.E.B. DuBois (1959)
- Cyrus Eaton (1960)
- Fidel Castro (1961)
- Jorge Amado de Faria (1962)
- Faiz Ahmed Faiz (1962)
- Nelson Mandela (1962) Tildelt i 1962, men uddelt i 2002.
- Kwame Nkrumah (1962)
- Olga Poblete de Espinosa (1962)
- István Dobi (1962)
- Manolis Glezos (1963)
- Oscar Niemeyer (1963)
- Dolores Ibárruri (1964)
- Miguel Ángel Asturias (1966)
- Linus Pauling (1967)
- Jean Effel (April 1968)
- Rockwell Kent
- Carlton Goodlett (1970)
- Eric Henry Stoneley Burhop (1972)
- Kamal Jumblatt (1972)
- Sam Nujoma (1973)
- Seán MacBride (1977)
- Jannis Ritsos (1977)
- Angela Davis (1979)
- Mahmoud Darwish (1983)
- Mikis Theodorakis (1983)
- Harilaos Florakis (1984)
- Dorothy Hodgkin (1987)
- Lady Valerie Goulding
- Martti Ahtisaari